# Parque nacional Kamay Bahía Botany
Bahía Botany es un parque nacional en Nueva Gales del Sur (Australia), ubicado a 16 km al sur del centro de Sídney, sobre la bahía de Botany, entre La Perouse y Kurnell. Dentro del parque se han construido gran cantidad de sitios memoriales que recuerdan episodios de la historia de Australia. Desde el 20 de septiembre de 2004, el promontorio de la península Kurnell forma parte del patrimonio nacional australiano. Es el famoso sitio donde el teniente James Cook aterrizó por primera vez en Kurnell , en la orilla sur de Botany Bay.

## Galería

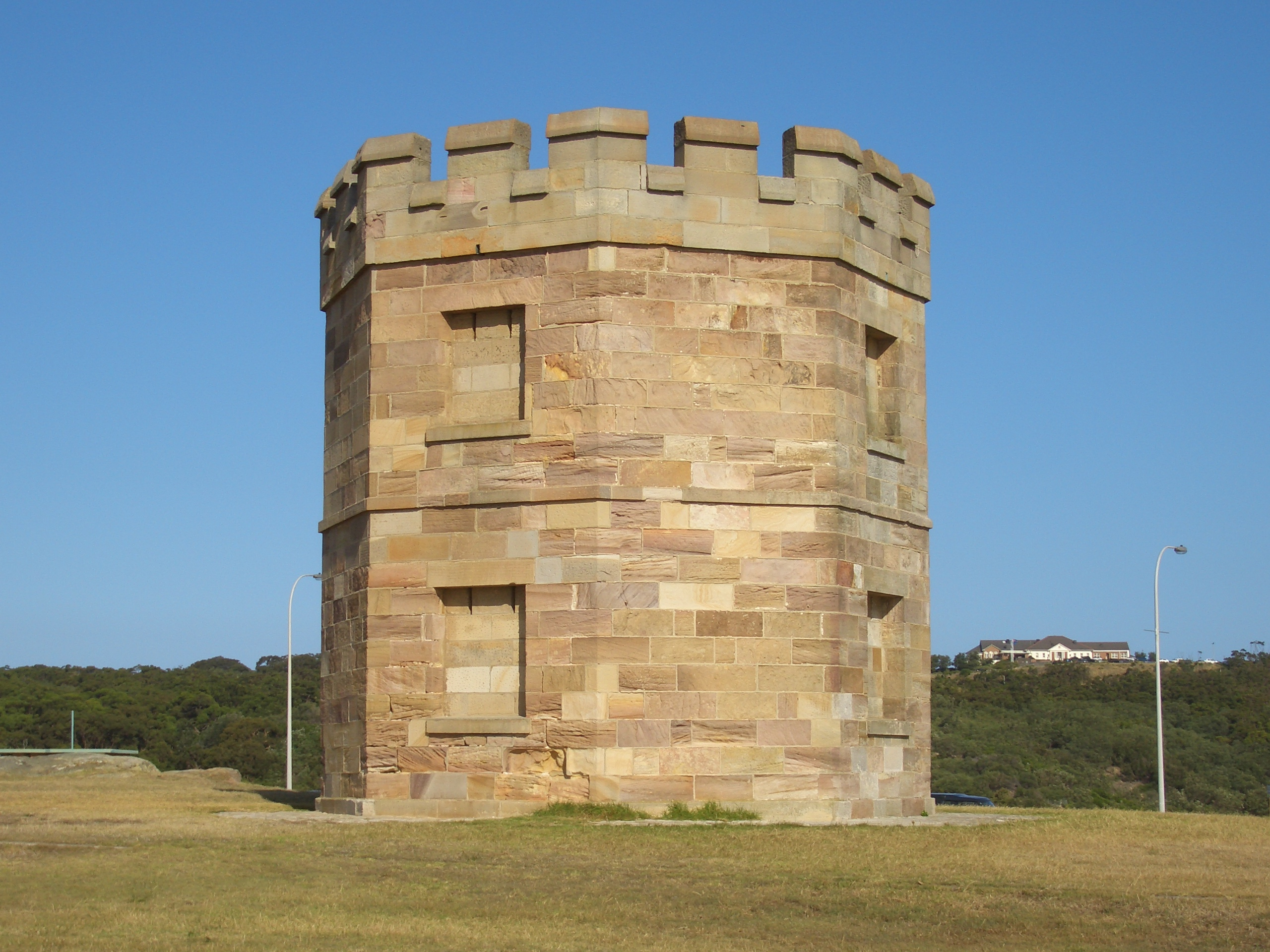
La Perouse
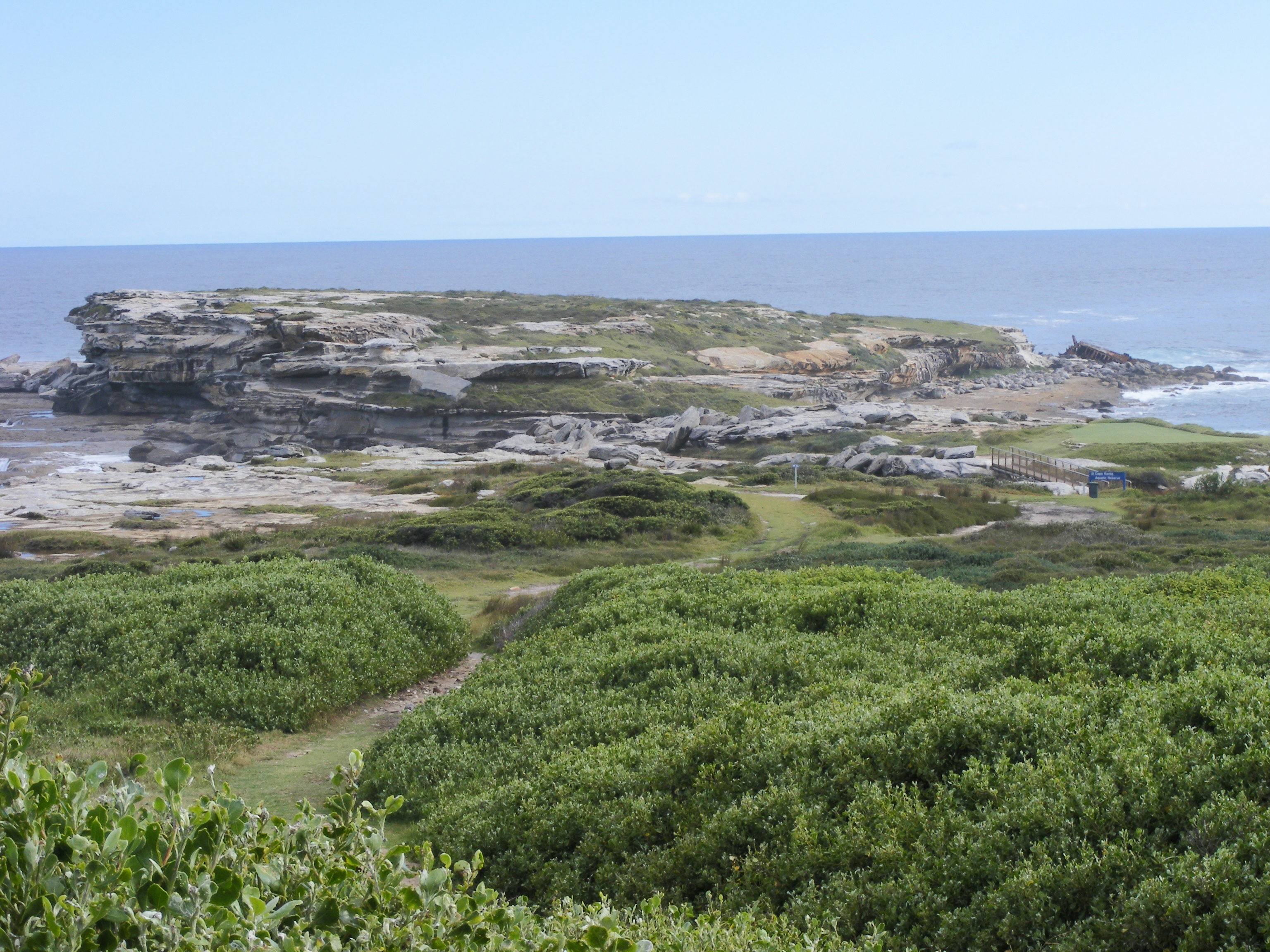
Cabo Banks
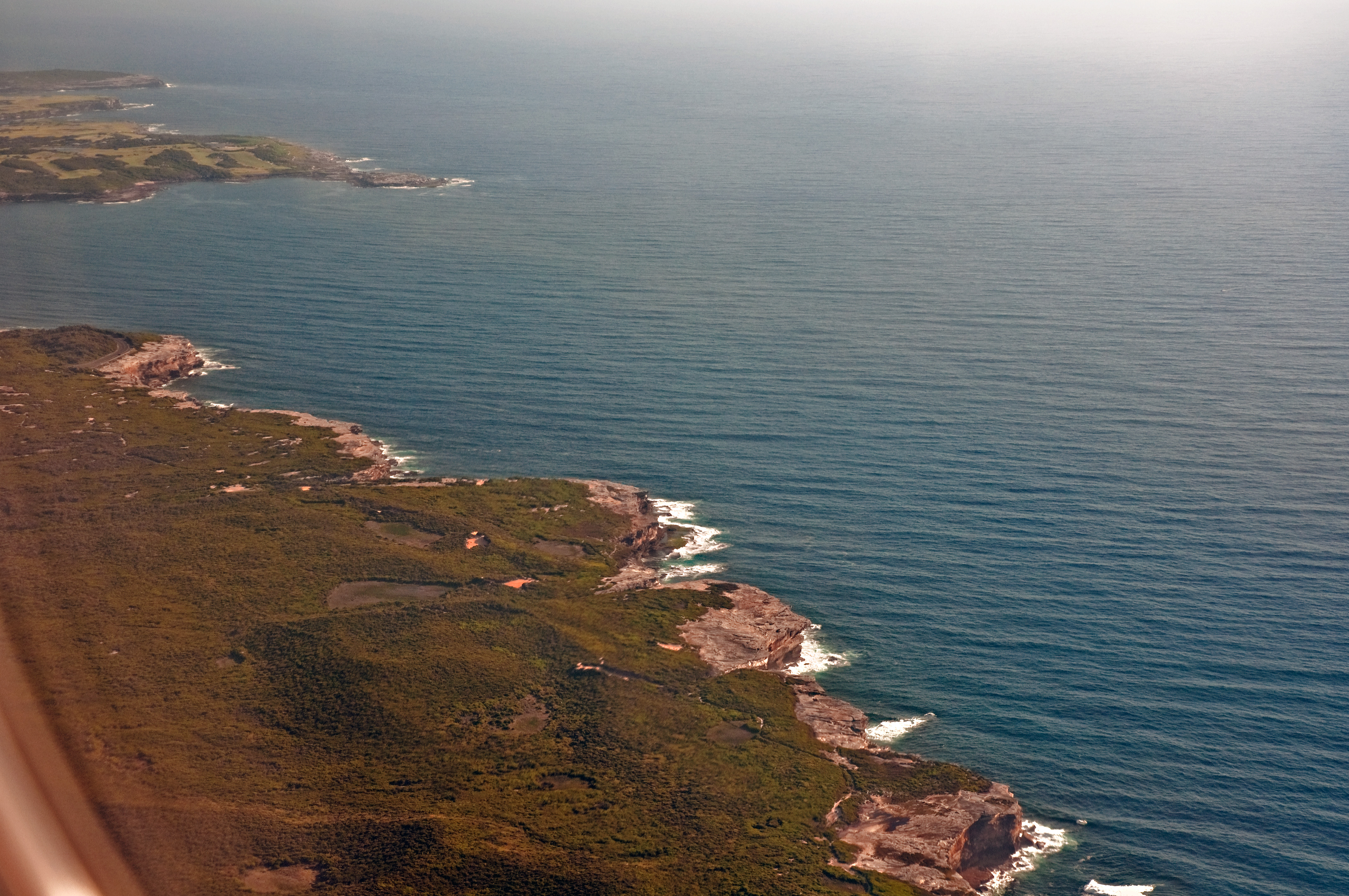
Entrada a la bahía Botany